# ブタリタリ

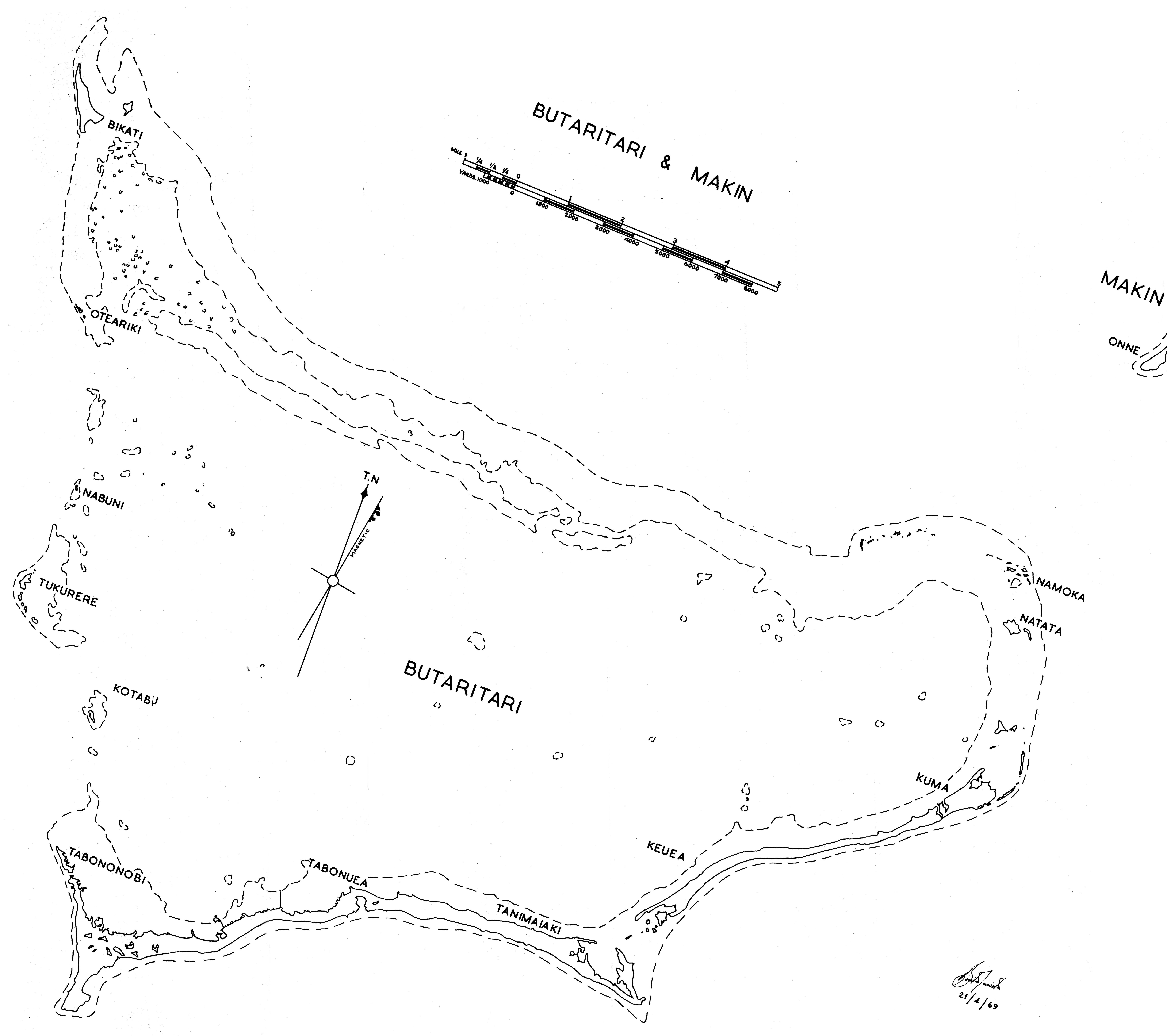
ブタリタリ環礁の地図。北東にマキン島の一部が書き込まれている。

ブタリタリ（Butaritari）は、キリバスのギルバート諸島に属する太平洋上の環礁の名である。かつてはマキン環礁（Makin Atoll）、ピット島（Pitt Island）、タリタリ島（Taritari Island）、タッチング島（Touching Island）とも呼ばれていた。

## 地理
マキン島の南西約6kmの地点に位置する、東西30km、南北15kmほどの環礁である。環礁西側に水道があり、内部のラグーンは水深が大きい。環礁南側はほぼひとつながりの陸地になっており、この部分をブタリタリ島と呼ぶこともある。陸地面積は13.6km2である。人口は全体で4000人近いとみられ、うち約2000人が住むブタリタリ村はタラワ島外ではキリバス最大の集落である。
気候はマキン島と似ており、降水量が多い。

## 歴史
イギリスにより植民地化された。
第二次世界大戦中には日本軍が占領して環礁内に水上機の基地を設けた。反攻するアメリカ軍との間で戦場となり、1942年にはマキン奇襲、1943年にはマキンの戦いが行われた。

## 交通
エアー・キリバスのタラワからの国内線が週3便ある(2021年9月現在)。